# Avarul (film din 1980)
L'Avare este un film franțuzesc de comedie din 1980, scris și regizat de Louis de Funès și Jean Girault, cu Funès în rolul principal (Harpagon). Este o adaptare a comediei lui Molière L’Avare (Avarul). 
De Funès a încercat să surprindă partea nefericită a personajului. Harpagon, lipsit de umanitate, este condus de o dragoste obsesivă pentru bani.

## Prezentare
Copiii lui Harpagon (de Funès), Cléante și sora lui Elise, sunt ambii îndrăgostiți, dar încă nu au vorbit despre acest lucru cu tatăl lor. Harpagon este un om zgârcit care vrea să aleagă bărbatul potrivit și femeia potrivită pentru copiii săi. Când Cléante, în sfârșit, încearcă să vorbească cu Harpagon, bătrânul informează familia că vrea să se căsătorească cu Marianne, tânăra iubită a lui Cléante. Neștiind de durerea fiului său, Harpagon nu înțelege de ce Cléante a devenit atât de supărat pe el.

## Distribuție
- Louis de Funès : Harpagon
- Frank David⁠(fr)[traduceți]  : Cléante, fiul lui Harpagon
- Hervé Bellon⁠(fr)[traduceți]  : Valère
- Michel Galabru : Maître Jacques
- Georges Audoubert⁠(fr)[traduceți]  : Anselme
- Claude Gensac : Frosine
- Claire Dupray: Élise, fiica lui Harpagon
- Anne Caudry⁠(fr)[traduceți]  : Marianne, prietena lui Cléante
- Bernard Menez : La Flèche, valetul lui Cléante
- Henri Génès : comisarul
- Michel Modo : la Merluche, însoțitorul lui Harpagon
- Guy Grosso : Brindavoine, însoțitorul lui Harpagon
- Max Montavon⁠(fr)[traduceți]  : Maître Simon
- Micheline Bourday⁠(fr)[traduceți]  : Dame Claude, camerista
- Madeleine Barbulée⁠(fr)[traduceți]  : Mama Mariannei

## Recepție
Filmul are un rating de 70% proaspăt pe Rotten Tomatoes . 